# ارنشتهال ام رنشتایگ
ارنشتهال ام رنشتایگ (به آلمانی: Ernstthal) یک منطقهٔ مسکونی در آلمان است که در لاوشا واقع شده‌است. ارنشتهال ام رنشتایگ ۹۵۰ نفر جمعیت دارد.